# Brömsebro
Brömsebro je švédská vesnice připadající do dvou obcí – Karlskrona v okrese Blekinge a Torsås v okrese Kalmar v jihovýchodním Švédsku o 213 obyvatelích z roku 2005.
Dvě dánsko-švédské smlouvy byly podepsané v Brömsebro:
- První smlouva z Brömsebro z roku 1541, která byla aliancí proti Hanzovní Lize a
- Druhá smlouva z Brömsebro z roku 1645 končící Torstenssonovu válku.

Vesnice se v té době nacházela na hranici mezi Švédskem a Dánskem. Byla také místem dalších diplomatických setkání a jednání obou zemí (viz obrázek).

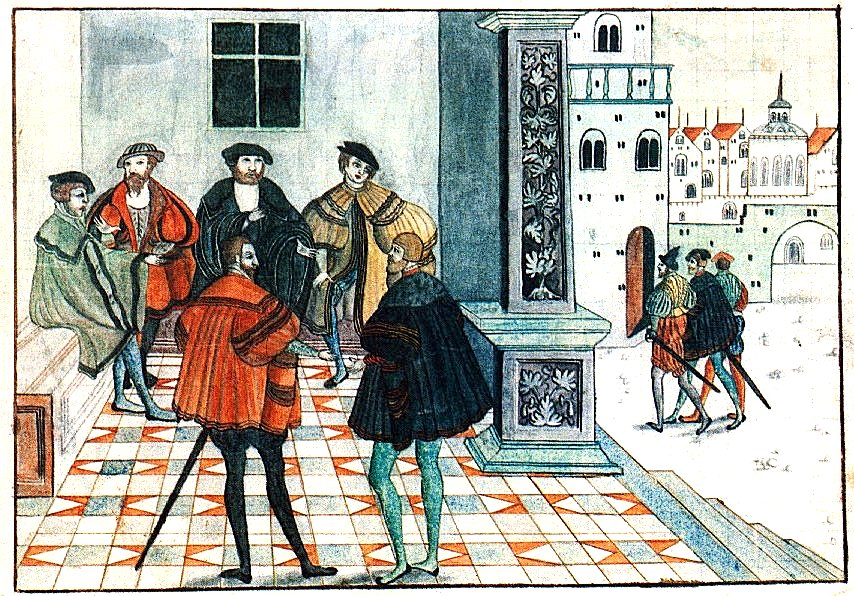
Setkání králů Kristiána III. Dánského and Švédského Gustava I. Vasy z roku 1541 v Brömsebro (akvarel reprodukovaný podle ztraceného švédského obrazu)